# أدريان سيفيرين
أدريان سيفيرين (بالرومانية: Adrian Severin) هو دبلوماسي وسياسي روماني، ولد في 28 مارس 1954 في بوخارست في رومانيا. نشط حزبياً في جبهة الإنقاذ الوطني (1989 – 1989).

## مناصب
- انتخب عضو في البرلمان الأوروبي عن دائرة رومانيا [الإنجليزية]‏ لترشحه ضمن قائمة الحزب الديمقراطي الاجتماعي (رومانيا)، وقد انضم خلال فترته النيابية (2007 – 13 يوليو 2009) للكتلة البرلمانية غير مرتبطين.
- في انتخابات البرلمان الأوروبي 2009، انتخب عضو في البرلمان الأوروبي عن دائرة رومانيا [الإنجليزية]‏ لترشحه ضمن قائمة الحزب الديمقراطي الاجتماعي (رومانيا)، وقد انضم خلال فترته النيابية (14 يوليو 2009 – 30 يونيو 2014) للكتلة البرلمانية غير مرتبطين.
- انتخب Minister of Foreign Affairs of Romania ‏ (28 يونيو 1990 – 18 نوفمبر 1992).
- انتخب عضو مجلس النواب في رومانيا (1990 – 2007).

## وصلات خارجية
- أدريان سيفيرين على موقع مونزينجر (الألمانية)